# Campeonato Mundial de Fórmula 1 de 1985
A Temporada de Fórmula 1 de 1985 foi a 36.ª realizada pela FIA, decorrendo entre 7 de abril à 3 de novembro de 1985, com dezesseis corridas.
Teve como campeão o francês Alain Prost, da equipe McLaren, sendo vice-campeão o italiano Michele Alboreto, da Ferrari. Foi a primeira vez que um piloto francês tornou-se campeão mundial na categoria.

## Pilotos e equipes[2]
| Campeão                        | Vice-campeão               | 3º Lugar                  |
|                                |                            |                           |
| Alain Prost                    | Michele Alboreto           | Keke Rosberg              |
| Marlboro McLaren International | Scuderia Ferrari SpA SEFAC | Canon Williams Honda Team |

| Equipe                         | Construtor | Chassis   | Motor                              | Pneus | No | Piloto             | Rodadas     | Piloto(s) de teste                                                                                |
| ------------------------------ | ---------- | --------- | ---------------------------------- | ----- | -- | ------------------ | ----------- | ------------------------------------------------------------------------------------------------- |
| Marlboro McLaren International | McLaren    | MP4/2B    | TAG/Porsche P01 1.5 V6 Turbo       | G     | 1  | Niki Lauda         | 1-13, 15-16 | n/a                                                                                               |
| Marlboro McLaren International | McLaren    | MP4/2B    | TAG/Porsche P01 1.5 V6 Turbo       | G     | 1  | John Watson        | 14          | n/a                                                                                               |
| Marlboro McLaren International | McLaren    | MP4/2B    | TAG/Porsche P01 1.5 V6 Turbo       | G     | 2  | Alain Prost        | Todas       | n/a                                                                                               |
| Tyrrell Racing Organisation    | Tyrrell    | 012       | Ford Cosworth DFY 3.0 V8           | G     | 3  | Martin Brundle     | 1-6         | n/a                                                                                               |
| Tyrrell Racing Organisation    | Tyrrell    | 012       | Ford Cosworth DFY 3.0 V8           | G     | 4  | Stefan Johansson   | 1           | n/a                                                                                               |
| Tyrrell Racing Organisation    | Tyrrell    | 012       | Ford Cosworth DFY 3.0 V8           | G     | 4  | Stefan Bellof      | 2-8         | n/a                                                                                               |
| Tyrrell Racing Organisation    | Tyrrell    | 012       | Ford Cosworth DFY 3.0 V8           | G     | 4  | Martin Brundle     | 9-10        | n/a                                                                                               |
| Tyrrell Racing Organisation    | Tyrrell    | 014       | Renault EF4B 1.5 V6 Turbo          | G     | 3  | Martin Brundle     | 7-8, 11-16  | n/a                                                                                               |
| Tyrrell Racing Organisation    | Tyrrell    | 014       | Renault EF4B 1.5 V6 Turbo          | G     | 3  | Stefan Bellof      | 9-10        | n/a                                                                                               |
| Tyrrell Racing Organisation    | Tyrrell    | 014       | Renault EF4B 1.5 V6 Turbo          | G     | 4  | Stefan Bellof      | 11          | n/a                                                                                               |
| Tyrrell Racing Organisation    | Tyrrell    | 014       | Renault EF4B 1.5 V6 Turbo          | G     | 4  | Ivan Capelli       | 14, 16      | n/a                                                                                               |
| Tyrrell Racing Organisation    | Tyrrell    | 014       | Renault EF4B 1.5 V6 Turbo          | G     | 4  | Philippe Streiff   | 15          | n/a                                                                                               |
| Canon Williams Honda Team      | Williams   | FW10      | Honda RA165E 1.5 V6 Turbo          | G     | 5  | Nigel Mansell      | Todas       | Mike Thackwell                                                                                    |
| Canon Williams Honda Team      | Williams   | FW10      | Honda RA165E 1.5 V6 Turbo          | G     | 6  | Keke Rosberg       | Todas       | Mike Thackwell                                                                                    |
| Motor Racing Developments      | Brabham    | BT54      | BMW M12/13 1.5 L4 Turbo            | P     | 7  | Nelson Piquet      | Todas       | Barry Sheene Emanuele Pirro Franco Uncini Marco Lucchinelli Willy T. Ribbs                        |
| Motor Racing Developments      | Brabham    | BT54      | BMW M12/13 1.5 L4 Turbo            | P     | 8  | François Hesnault  | 1-4         | Barry Sheene Emanuele Pirro Franco Uncini Marco Lucchinelli Willy T. Ribbs                        |
| Motor Racing Developments      | Brabham    | BT54      | BMW M12/13 1.5 L4 Turbo            | P     | 8  | Marc Surer         | 5-16        | Barry Sheene Emanuele Pirro Franco Uncini Marco Lucchinelli Willy T. Ribbs                        |
| Skoal Bandit Formula 1 Team    | RAM        | 03        | Hart 415T 1.5 L4 Turbo             | P     | 9  | Manfred Winkelhock | 1-9         | n/a                                                                                               |
| Skoal Bandit Formula 1 Team    | RAM        | 03        | Hart 415T 1.5 L4 Turbo             | P     | 9  | Philippe Alliot    | 10-14       | n/a                                                                                               |
| Skoal Bandit Formula 1 Team    | RAM        | 03        | Hart 415T 1.5 L4 Turbo             | P     | 10 | Philippe Alliot    | 1-9         | n/a                                                                                               |
| Skoal Bandit Formula 1 Team    | RAM        | 03        | Hart 415T 1.5 L4 Turbo             | P     | 10 | Kenny Acheson      | 10-12       | n/a                                                                                               |
| John Player Special Team Lotus | Lotus      | 97T       | Renault EF4 1.5 V6 Turbo           | G     | 11 | Elio de Angelis    | Todas       | n/a                                                                                               |
| John Player Special Team Lotus | Lotus      | 97T       | Renault EF4 1.5 V6 Turbo           | G     | 12 | Ayrton Senna       | Todas       | n/a                                                                                               |
| Equipe Renault Elf             | Renault    | RE60      | Renault EF4B 1.5 V6 Turbo          | G     | 14 | François Hesnault  | 9           | n/a                                                                                               |
| Equipe Renault Elf             | Renault    | RE60      | Renault EF4B 1.5 V6 Turbo          | G     | 15 | Patrick Tambay     | 1-6         | n/a                                                                                               |
| Equipe Renault Elf             | Renault    | RE60      | Renault EF4B 1.5 V6 Turbo          | G     | 16 | Derek Warwick      | 1-7         | n/a                                                                                               |
| Equipe Renault Elf             | Renault    | RE60B     | Renault EF15 1.5 V6 Turbo          | G     | 15 | Patrick Tambay     | 7-14, 16    | n/a                                                                                               |
| Equipe Renault Elf             | Renault    | RE60B     | Renault EF15 1.5 V6 Turbo          | G     | 16 | Derek Warwick      | 8-14, 16    | n/a                                                                                               |
| Barclay Arrows BMW             | Arrows     | A8        | BMW M12/13 1.5 L4 Turbo            | G     | 17 | Gerhard Berger     | Todas       | n/a                                                                                               |
| Barclay Arrows BMW             | Arrows     | A8        | BMW M12/13 1.5 L4 Turbo            | G     | 18 | Thierry Boutsen    | Todas       | n/a                                                                                               |
| Toleman Group Motorsport       | Toleman    | TG185     | Hart 415T 1.5 L4 Turbo             | P     | 19 | Teo Fabi           | 4-16        | Alessandro Nannini Emanuele Pirro Luis Perez-Sala Gabriele Tarquini Oscar Larrauri Volker Weidler |
| Toleman Group Motorsport       | Toleman    | TG185     | Hart 415T 1.5 L4 Turbo             | P     | 20 | Piercarlo Ghinzani | 10-16       | Alessandro Nannini Emanuele Pirro Luis Perez-Sala Gabriele Tarquini Oscar Larrauri Volker Weidler |
| Spirit Enterprises Ltd         | Spirit     | 101D      | Hart 415T 1.5 L4 Turbo             | P     | 21 | Mauro Baldi        | 1-3         | n/a                                                                                               |
| Benetton Team Alfa Romeo       | Alfa Romeo | 185T      | Alfa Romeo 890T 1.5 V8 Turbo       | G     | 22 | Riccardo Patrese   | 1-8         | Giorgio Francia                                                                                   |
| Benetton Team Alfa Romeo       | Alfa Romeo | 185T      | Alfa Romeo 890T 1.5 V8 Turbo       | G     | 23 | Eddie Cheever      | 1-7         | Giorgio Francia                                                                                   |
| Benetton Team Alfa Romeo       | Alfa Romeo | 184T      | Alfa Romeo 890T 1.5 V8 Turbo       | G     | 22 | Riccardo Patrese   | 9-16        | Giorgio Francia                                                                                   |
| Benetton Team Alfa Romeo       | Alfa Romeo | 184T      | Alfa Romeo 890T 1.5 V8 Turbo       | G     | 23 | Eddie Cheever      | 8-16        | Giorgio Francia                                                                                   |
| Osella Squadra Corse           | Osella     | FA1F FA1G | Alfa Romeo 890T 1.5 V8 Turbo       | P     | 24 | Piercarlo Ghinzani | 1-8         | Giorgio Francia                                                                                   |
| Osella Squadra Corse           | Osella     | FA1F FA1G | Alfa Romeo 890T 1.5 V8 Turbo       | P     | 24 | Huub Rothengatter  | 9-16        | Giorgio Francia                                                                                   |
| Equipe Ligier Gitanes          | Ligier     | JS25      | Renault EF4B 1.5 V6 Turbo          | P     | 25 | Andrea de Cesaris  | 1-11        | Michel Ferté                                                                                      |
| Equipe Ligier Gitanes          | Ligier     | JS25      | Renault EF4B 1.5 V6 Turbo          | P     | 25 | Philippe Streiff   | 12-14, 16   | Michel Ferté                                                                                      |
| Equipe Ligier Gitanes          | Ligier     | JS25      | Renault EF4B 1.5 V6 Turbo          | P     | 26 | Jacques Laffite    | 1-14, 16    | Michel Ferté                                                                                      |
| Scuderia Ferrari SpA SEFAC     | Ferrari    | 156/85    | Ferrari 031 1.5 V6 Turbo           | G     | 27 | Michele Alboreto   | Todas       | Johnny Dumfries                                                                                   |
| Scuderia Ferrari SpA SEFAC     | Ferrari    | 156/85    | Ferrari 031 1.5 V6 Turbo           | G     | 28 | René Arnoux        | 1           | Johnny Dumfries                                                                                   |
| Scuderia Ferrari SpA SEFAC     | Ferrari    | 156/85    | Ferrari 031 1.5 V6 Turbo           | G     | 28 | Stefan Johansson   | 2-16        | Johnny Dumfries                                                                                   |
| Minardi Team SpA               | Minardi    | M185      | Ford Cosworth DFY 3.0 V8           | P     | 29 | Pierluigi Martini  | 1-2         | Michele Alboreto                                                                                  |
| Minardi Team SpA               | Minardi    | M185      | Motori Moderni 615-90 1.5 V6 Turbo | P     | 29 | Pierluigi Martini  | 3-16        | Michele Alboreto                                                                                  |
| West Zakspeed Racing           | Zakspeed   | 841       | Zakspeed 1500/4 1.5 L4 Turbo       | G     | 30 | Jonathan Palmer    | 2-4, 7-11   | n/a                                                                                               |
| West Zakspeed Racing           | Zakspeed   | 841       | Zakspeed 1500/4 1.5 L4 Turbo       | G     | 30 | Christian Danner   | 13-14       | n/a                                                                                               |
| Team Haas (USA) Ltd            | Lola       | THL1      | Hart 415T 1.5 L4 Turbo             | G     | 33 | Alan Jones         | 12, 14-16   | n/a                                                                                               |

## Trocas de pilotos
- McLaren: Manteve o francês Alain Prost e o tricampeão Niki Lauda pelo segundo ano consecutivo. O norte-irlandês John Watson substituiu o austríaco no GP da Europa, depois que Lauda não se recuperara de uma lesão no punho sofrida no primeiro treino para o GP da Bélgica.
- Tyrrell: Desclassificada da temporada anterior por irregularidades, a Tyrrell usou o chassi 013 equipado com motores Ford até o GP da Áustria, mudando para o 014 com os propulsores da Renault. Stefan Johansson disputou apenas a primeira corrida, no Brasil, enquanto Martin Brundle e Stefan Bellof alternaram os 2 carros entre o mesmo GP do Brasil e a etapa de Zandvoort. Com a morte do piloto alemão, Ivan Capelli e Philippe Streiff correram, respectivamente, os GPs de Brands Hatch, Austrália e África do Sul.
- Williams: A escuderia de Grove contratou Nigel Mansell, vindo da Lotus, e manteve o finlandês Keke Rosberg, campeão de 1982, por mais um ano.
- Benetton: Após cinco temporadas na Brabham, Riccardo Patrese disputa sua última temporada pela equipe anglo-italiana, sendo companheiro do americano Eddie Cheever.
- Brabham: Novamente contando com o então bicampeão Nelson Piquet como seu principal piloto, a Brabham teve o francês François Hesnault entre os GPs do Brasil e de Mônaco, e o suíço Marc Surer a partir da etapa do Canadá. O destaque foi a vitória de Piquet no GP da França, que foi também a última da Brabham na Fórmula 1.
- RAM Racing: Em sua terceira temporada com chassi próprio, a equipe não teve bom desempenho nas 14 corridas em que participou, tendo apenas um 9º lugar do francês Philippe Alliot como melhor resultado. Manfred Winkelhock e Kenny Acheson foram os outros 2 representantes da RAM na temporada.
- Lotus: Manteve o italiano Elio de Angelis por mais um ano e contratou o brasileiro Ayrton Senna junto à Toleman. Venceu 3 provas (2 com Senna, uma com De Angelis) e conquistou 8 poles-positions, 7 das quais conquistadas pelo futuro tricampeão, que terminaria em quarto lugar no Mundial de Pilotos.
- Renault: Em sua última temporada como equipe, a Renault manteve a dupla de 1984, formada por Derek Warwick e Patrick Tambay. François Hesnault disputaria o GP da Alemanha em um terceiro carro, que trazia uma novidade: o uso de câmeras onboard. Hesnault abandonaria a corrida por problemas na embreagem.
- Arrows: Teve como pilotos o belga Thierry Boutsen e o austríaco Gerhard Berger, que faria sua primeira temporada completa na Fórmula 1 depois de ter disputado 4 corridas pela ATS em 1984.
- Toleman: A escuderia chegou a assinar com Stefan Johansson e John Watson para disputar o campeonato, porém a falta de pneus obrigou a Toleman a pular as 4 primeiras corridas. Ao assinar com a Pirelli para o fornecimento de pneus, teve os italianos Teo Fabi e Piercarlo Ghinzani (a partir do GP da Áustria) como seus pilotos. Não conquistou nenhum ponto, embora fizesse uma pole position com Fabi, no GP da Alemanha.
- Alfa Romeo: Na última temporada como equipe, a Alfa Romeo teve o patrocínio da Benetton, que batizaria o time como Benetton Team Alfa Romeo. Os pilotos foram novamente Riccardo Patrese e Eddie Cheever, que não pontuaram.
- Osella: Com apenas um carro para a temporada, a escuderia de Enzo Osella teve Piercarlo Ghinzani entre os GPs do Brasil e da Inglaterra, e a partir do GP da Alemanha, o holandês Huub Rothengatter. O melhor resultado foi um nono lugar obtido por Ghinzani, no GP de Portugal.
- Ligier: Andrea de Cesaris, na equipe desde 1984, e o veterano Jacques Laffite, que voltava à Ligier depois de uma frustrante passagem pela Williams, formaram a dupla de pilotos durante 11 corridas. Inconformado com o acidente de De Cesaris no GP da Áustria, Guy Ligier demite o italiano e escala o também francês Philippe Streiff para o restante do campeonato. A Ligier não participou do GP da África do Sul em protesto contra o apartheid, fechando a temporada com 4 pódios.
- Ferrari: René Arnoux, na Ferrari desde 1983, correu apenas o GP do Brasil e é inexplicavelmente demitido por decisão de Enzo Ferrari. A vaga do piloto de Grenoble foi ocupada por Stefan Johansson, que emplacaria 2 segundos lugares. Michele Alboreto, em sua segunda temporada na Scuderia, terminou com o vice-campeonato depois de chegar a brigar pelo título com Alain Prost.
- Minardi: Estreante na Fórmula 1, a Minardi usou apenas um carro na temporada, com Pierluigi Martini ao volante.
- Zakspeed: Também novata na categoria e com motores próprios, a equipe de Erich Zakowski estrearia apenas em Portugal, com Jonathan Palmer. Além do inglês, Christian Danner participou também das corridas da Bélgica e Brands Hatch.
- Haas Lola: Inscreveu-se para as últimas 3 corridas da temporada, com o veterano australiano Alan Jones, que voltava à Fórmula 1 depois de 2 temporadas longe da categoria.

## Calendário
| Prova | Grande Prêmio       | Data           | Local             |
| ----- | ------------------- | -------------- | ----------------- |
| 1     | GP do Brasil        | 7 de abril     | Jacarepaguá       |
| 2     | GP de Portugal      | 21 de abril    | Estoril           |
| 3     | GP de San Marino    | 5 de maio      | Ímola             |
| 4     | GP de Mônaco        | 19 de maio     | Monte Carlo       |
| 5     | GP do Canadá        | 16 de junho    | Montreal          |
| 6     | GP de Detroit       | 23 de junho    | Detroit           |
| 7     | GP da França        | 7 de julho     | Paul Ricard       |
| 8     | GP da Inglaterra    | 21 de julho    | Silverstone       |
| 9     | GP da Alemanha      | 4 de agosto    | Nürburgring       |
| 10    | GP da Áustria       | 18 de agosto   | Österreichring    |
| 11    | GP da Holanda       | 25 de agosto   | Zandvoort         |
| 12    | GP da Itália        | 8 de setembro  | Monza             |
| 13    | GP da Bélgica       | 15 de setembro | Spa-Francorchamps |
| 14    | GP da Europa        | 6 de outubro   | Brands Hatch      |
| 15    | GP da África do Sul | 20 de outubro  | Kyalami           |
| 16    | GP da Austrália     | 3 de novembro  | Adelaide          |

## Resultados

### Grandes Prêmios
| GP | Grande Prêmio        | Pole Position    | Volta mais rápida | Vencedor         | Equipe              | Descrição |
| -- | -------------------- | ---------------- | ----------------- | ---------------- | ------------------- | --------- |
| 1  | GP do Brasil         | Michele Alboreto | Alain Prost       | Alain Prost      | McLaren-TAG/Porsche | Detalhes  |
| 2  | GP de Portugal       | Ayrton Senna     | Ayrton Senna      | Ayrton Senna     | Lotus-Renault       | Detalhes  |
| 3  | GP de San Marino     | Ayrton Senna     | Michele Alboreto  | Elio de Angelis  | Lotus-Renault       | Detalhes  |
| 4  | GP de Mônaco         | Ayrton Senna     | Michele Alboreto  | Alain Prost      | McLaren-TAG/Porsche | Detalhes  |
| 5  | GP do Canadá         | Elio de Angelis  | Ayrton Senna      | Michele Alboreto | Ferrari             | Detalhes  |
| 6  | GP de Detroit        | Ayrton Senna     | Ayrton Senna      | Keke Rosberg     | Williams-Honda      | Detalhes  |
| 7  | GP da França         | Keke Rosberg     | Keke Rosberg      | Nelson Piquet    | Brabham-BMW         | Detalhes  |
| 8  | GP da Grã-Bretanha   | Keke Rosberg     | Alain Prost       | Alain Prost      | McLaren-TAG/Porsche | Detalhes  |
| 9  | GP da Alemanha       | Teo Fabi         | Niki Lauda        | Michele Alboreto | Ferrari             | Detalhes  |
| 10 | GP da Áustria        | Alain Prost      | Alain Prost       | Alain Prost      | McLaren-TAG/Porsche | Detalhes  |
| 11 | GP dos Países Baixos | Nelson Piquet    | Alain Prost       | Niki Lauda       | McLaren-TAG/Porsche | Detalhes  |
| 12 | GP da Itália         | Ayrton Senna     | Nigel Mansell     | Alain Prost      | McLaren-TAG/Porsche | Detalhes  |
| 13 | GP da Bélgica        | Alain Prost      | Alain Prost       | Ayrton Senna     | Lotus-Renault       | Detalhes  |
| 14 | GP da Europa         | Ayrton Senna     | Jacques Laffite   | Nigel Mansell    | Williams-Honda      | Detalhes  |
| 15 | GP da África do Sul  | Nigel Mansell    | Keke Rosberg      | Nigel Mansell    | Williams-Honda      | Detalhes  |
| 16 | GP da Austrália      | Ayrton Senna     | Keke Rosberg      | Keke Rosberg     | Williams-Honda      | Detalhes  |

### Pilotos
| Pos | Piloto             | BRA | POR | SMR | MON | CAN | DET | FRA | GBR | GER | AUT | NED | ITA | BEL | EUR | RSA | AUS | Pontos  |
| --- | ------------------ | --- | --- | --- | --- | --- | --- | --- | --- | --- | --- | --- | --- | --- | --- | --- | --- | ------- |
| 1   | Alain Prost        | 1   | Ret | DSQ | 1   | 3   | Ret | 3   | 1   | 2   | 1   | 2   | 1   | 3   | (4) | 3   | Ret | 73 (76) |
| 2   | Michele Alboreto   | 2   | 2   | Ret | 2   | 1   | 3   | Ret | 2   | 1   | 3   | 4   | 13† | Ret | Ret | Ret | Ret | 53      |
| 3   | Keke Rosberg       | Ret | Ret | Ret | 8   | 4   | 1   | 2   | Ret | 12† | Ret | Ret | Ret | 4   | 3   | 2   | 1   | 40      |
| 4   | Ayrton Senna       | Ret | 1   | 7†  | Ret | 16  | Ret | Ret | 10† | Ret | 2   | 3   | 3   | 1   | 2   | Ret | Ret | 38      |
| 5   | Elio de Angelis    | 3   | 4   | 1   | 3   | 5   | 5   | 5   | NC  | Ret | 5   | 5   | 6   | Ret | 5   | Ret | DSQ | 33      |
| 6   | Nigel Mansell      | Ret | 5   | 5   | 7   | 6   | Ret | DNS | Ret | 6   | Ret | 6   | 11† | 2   | 1   | 1   | Ret | 31      |
| 7   | Stefan Johansson   | 7   | 8   | 6†  | Ret | 2   | 2   | 4   | Ret | 9   | 4   | Ret | 5   | Ret | Ret | 4   | 5   | 26      |
| 8   | Nelson Piquet      | Ret | Ret | 8†  | Ret | Ret | 6   | 1   | 4   | Ret | Ret | 8   | 2   | 5   | Ret | Ret | Ret | 21      |
| 9   | Jacques Laffite    | 6   | Ret | Ret | 6   | 8   | 12  | Ret | 3   | 3   | Ret | Ret | Ret | 11† | Ret |     | 2   | 16      |
| 10  | Niki Lauda         | Ret | Ret | 4   | Ret | Ret | Ret | Ret | Ret | 5   | Ret | 1   | Ret |     |     | Ret | Ret | 14      |
| 11  | Thierry Boutsen    | 11  | Ret | 2   | 9   | 9   | 7   | 9   | Ret | 4   | 8   | Ret | 9   | 10  | 6   | 6   | Ret | 11      |
| 12  | Patrick Tambay     | 5   | 3   | 3   | Ret | 7   | Ret | 6   | Ret | Ret | 10† | Ret | 7   | Ret | 12  |     | Ret | 11      |
| 13  | Marc Surer         |     |     |     |     | 15  | 8   | 8   | 6   | Ret | 6   | 10† | 4   | 8   | 13† | Ret | Ret | 5       |
| 14  | Derek Warwick      | 10  | 7   | 10  | 5   | Ret | Ret | 7   | 5   | Ret | Ret | Ret | Ret | 6   | Ret |     | Ret | 5       |
| 15  | Philippe Streiff   |     |     |     |     |     |     |     |     |     |     |     | 10  | 9   | 8   | Ret | 3   | 4       |
| 16  | Stefan Bellof      |     | 6   | Ret | NQ  | 11  | 4   | 13  | 11  | 8   | 7†  | Ret |     |     |     |     |     | 4       |
| 17  | Andrea de Cesaris  | Ret | Ret | Ret | 4   | 14  | 10  | Ret | Ret | Ret | Ret | Ret |     |     |     |     |     | 3       |
| 18  | Ivan Capelli       |     |     |     |     |     |     |     |     |     |     |     |     |     | Ret |     | 4   | 3       |
| 19  | René Arnoux        | 4   |     |     |     |     |     |     |     |     |     |     |     |     |     |     |     | 3       |
| 20  | Gerhard Berger     | Ret | Ret | Ret | Ret | 13  | 11  | Ret | 8   | 7   | Ret | 9   | Ret | 7   | 10  | 5   | 6   | 3       |
| 21  | Martin Brundle     | 8   | Ret | 9†  | 10  | 12  | Ret | Ret | 7   | 10  |     | 7   | 8   | 13  | Ret | 7   | Ret | 0       |
| 22  | Huub Rothengatter  |     |     |     |     |     |     |     |     | Ret | 9   | NC  | Ret | NC  |     | Ret | 7   | 0       |
| 23  | John Watson        |     |     |     |     |     |     |     |     |     |     |     |     |     | 7   |     |     | 0       |
| 24  | Pierluigi Martini  | Ret | Ret | Ret |     | Ret | Ret | Ret | Ret | 11  | Ret | Ret | Ret | 12  | Ret | Ret | 8   | 0       |
| 25  | Riccardo Patrese   | Ret | Ret | Ret | Ret | 10  | Ret | 11  | 9   | Ret | Ret | Ret | Ret | Ret | 9   | Ret | Ret | 0       |
| 26  | Eddie Cheever      | Ret | Ret | Ret | Ret | 17  | 9   | 10  | Ret | Ret | Ret | Ret | Ret | Ret | 11  | Ret | Ret | 0       |
| 27  | Piercarlo Ghinzani | 12  | 9   | NC  | NQ  | Ret | Ret | 15  | Ret |     | DNS | Ret | DNS | Ret | Ret | Ret | Ret | 0       |
| 28  | Philippe Alliot    | 9   | Ret | Ret | NQ  | Ret | Ret | Ret | Ret | Ret | Ret | Ret | Ret | Ret | Ret |     |     | 0       |
| 29  | Jonathan Palmer    |     | Ret | Ret | 11  |     |     | Ret | Ret | Ret | Ret | Ret |     |     |     |     |     | 0       |
| 30  | Manfred Winkelhock | 13  | NC  | Ret | NQ  | Ret | Ret | 12  | Ret | Ret |     |     |     |     |     |     |     | 0       |
| 31  | Teo Fabi           |     |     |     | Ret | Ret | Ret | 14† | Ret | Ret | Ret | Ret | 12  | Ret | Ret | Ret | Ret | 0       |
| 32  | Christian Danner   |     |     |     |     |     |     |     |     |     |     |     |     | Ret | Ret |     |     | 0       |
| 33  | Kenny Acheson      |     |     |     |     |     |     |     |     |     | Ret |     |     |     |     |     |     | 0       |
| 34  | Mauro Baldi        | Ret | Ret | Ret |     |     |     |     |     |     |     |     |     |     |     |     |     | 0       |
| 35  | Alan Jones         |     |     |     |     |     |     |     |     |     |     |     | Ret |     | Ret | DNS | Ret | 0       |
| 36  | François Hesnault  | Ret | Ret | Ret | NQ  |     |     |     |     | Ret |     |     |     |     |     |     |     | 0       |
| Pos | Piloto             | BRA | POR | SMR | MON | CAN | DET | FRA | GBR | GER | AUT | NED | ITA | BEL | EUR | RSA | AUS | Pontos  |

| Cor        | Resultado             |
| ---------- | --------------------- |
| Ouro       | Vencedor              |
| Prata      | 2.º lugar             |
| Bronze     | 3.º lugar             |
| Verde      | Terminou, nos pontos  |
| Azul       | Terminou, sem pontos  |
| Púrpura    | Ret – Retirou-se      |
| Vermelho   | NQ – Não qualificado  |
| Preto      | DSQ – Desqualificado  |
| Branco     | NL – Não largou       |
| Branco     | C – Corrida cancelada |
| Azul claro | AT – Apenas Treino    |
| Sem cor    | NP – Não participou   |
| Sem cor    | Les – Lesionado       |
| Sem cor    | EX – Excluído         |

- Em negrito indica pole position e itálico volta mais rápida.

† Completou mais de 90% da distância da corrida.

### Construtores
| Pos | Construtor | Chassis    | Motor                                       | Pneu | Pontos | Vitórias | Pódiums | Poles |
| --- | ---------- | ---------- | ------------------------------------------- | ---- | ------ | -------- | ------- | ----- |
| 1   | McLaren    | MP4/2B     | TAG Porsche P01 V6 Turbo                    | G    | 90     | 6        | 12      | 2     |
| 2   | Ferrari    | 156/85     | Ferrari 031 V6 Turbo                        | G    | 82     | 2        | 10      | 1     |
| 3   | Williams   | FW10       | Honda RA165E V6 Turbo                       | G    | 71     | 4        | 8       | 3     |
| 4   | Lotus      | 97T        | Renault EF4 V6 Turbo                        | G    | 71     | 3        | 9       | 8     |
| 5   | Brabham    | BT54       | BMW M12/13 L4 Turbo                         | P    | 26     | 1        | 2       | 1     |
| 6   | Ligier     | JS25       | Renault EF4B V6 Turbo                       | P    | 23     | -        | 4       | -     |
| 7   | Renault    | RE60 RE60B | Renault EF4B V6 Turbo Renault EF15 V6 Turbo | G    | 16     | -        | 2       | -     |
| 8   | Arrows     | A8         | BMW M12/13 L4 Turbo                         | G    | 14     | -        | 1       | -     |
| 9   | Tyrrell    | 012        | Ford Cosworth DFY V8                        | G    | 4      | -        | -       | -     |
| 10  | Tyrrell    | 014        | Renault EF4B V6 Turbo                       | G    | 3      | -        | -       | -     |
| 11  | Osella     | FA1F       | Alfa Romeo 890 V8 Turbo                     | P    | 0      | -        | -       | -     |
| 11  | Osella     | FA1G       | Alfa Romeo 890 V8 Turbo                     | P    | 0      | -        | -       | -     |
| 12  | Minardi    | M185       | Motori Moderni 615-90 V6 Turbo              | P    | 0      | -        | -       | -     |
| 13  | Alfa Romeo | 185T       | Alfa Romeo 890 V8 Turbo                     | G    | 0      | -        | -       | -     |
| 13  | Alfa Romeo | 184T       | Alfa Romeo 890 V8 Turbo                     | G    | 0      | -        | -       | -     |
| 14  | RAM        | 03         | Hart 415T L4 Turbo                          | P    | 0      | -        | -       | -     |
| 15  | Zakspeed   | 841        | Zakspeed 1500/4 L4 Turbo                    | G    | 0      | -        | -       | -     |
| 16  | Toleman    | TG185      | Hart 415T L4 Turbo                          | P    | 0      | -        | -       | 1     |
| 17  | Minardi    | M185       | Ford Cosworth DFY V8                        | P    | 0      | -        | -       | -     |
| 18  | Spirit     | 101D       | Hart 415T L4 Turbo                          | P    | 0      | -        | -       | -     |
| 19  | Haas Lola  | THL1       | Hart 415T L4 Turbo                          | G    | 0      | -        | -       | -     |